# Зимянина, Наталья Михайловна
Ната́лья Миха́йловна Зимя́нина (род. 18 ноября 1949 года) — российский педагог и музыкальный критик, переводчик. Дочь политического деятеля, секретаря ЦК КПСС Михаила Зимянина.

## Биография
С 4 лет играла на фортепиано.
С 1960 по 1965 год жила в Чехословакии, где её отец работал послом.
Окончила славянское отделение (чешский и польский языки) филологического факультета МГУ.
В конце 1960-х годов проходила практику в Краковском университете.
Преподавала чешский язык в МГУ, МГИМО, на курсах «Интуриста».
Работала переводчиком в АПН, редактором в издательстве «Художественная литература», корреспондентом в журнале «Юность», в газете «Комсомольская правда» (ведущий «Клуба 33 1/3»).
С начала 1990-х годов — музыкальный обозреватель, сначала в газете «Вечерний клуб», затем «Время МН». С 2003 года работала в газете «Вечерняя Москва».
С 2008 года сотрудничает с «Новой газетой».
В 2009—2012 годах вела курс музыкальной журналистики в Российской Академии музыки им. Гнесиных.
В 2017 году — член музыкального жюри Российской национальной театральной премии «Золотая Маска».
Автор книги «От До до До. О чём не пишут музыкальные критики». Москва, изд-во «Классика XXI», 2019.
С 2020 года—старший научный редактор журнала «Чудеса и приключения».

## Награды и признание
Лауреат литературной премии им. Бориса Полевого.
Дважды лауреат премии Союза журналистов России.
Лауреат премии газеты «Музыкальное обозрение» как лучший музыкальный критик России (2003).
Знак «За достижения в культуре» Министерства культуры РФ (1999).
Медаль «За выдающийся вклад в развитие музыкального искусства» МСМД (2016).

## Семья
В 1970—1978 годах была замужем за актёром Александром Филиппенко, двое детей: Мария (филолог, специалист по латыни и немецкому языку) и Павел (рок-музыкант, «Паштет» — первый вокалист группы I.F.K., вокалист группы «FAQ»).
Брат Владимир — востоковед.

## Переводы
- Переводы с чешского языка:
  - Я. Коларова. Вода! Роман. Донецк, «Донбасс». 1982 (Совместно с В.Андрияновым)
  - М. Стингл. Очарованные Гавайи. Москва, Наука. 1983. (Совместно с П.Антоновым).
  - Я. Гашек. Собрание сочинений в 6-и томах. Т.1: Среди бродяг. Поминальная свеча. Над озером Нейзидлер-Зе. Музыкальный талант. Ищу поручителя. Батистовый платочек. Полчаса на Каналь Гранде. Т.2: «Счастливый домашний очаг». Сватовство в нашей семье. Т.3: Бравый солдат Швейк в плену. Т.5: Партия умеренного прогресса в рамках закона: Любовные злоключения Дробилека. Композитор Хланда. Ярослав Гашек выступает в Надьканиже. Мадемуазель Маня Бубелова. Ян Ридл, знаменитый пианист. Доклад о недоброкачественных продуктах и суррогатах, прочитанный мною в «Коровнике» во время избирательной кампании 1911 года. Доклад об избирательном праве для женщин. Москва, Художественная литература, 1983—1984.
  - Я. Рыска. История нашей семьи. В сб. Книга дружбы, Москва, Детская литература, 1985
  - В. Стиблова. Дом возле больницы. Москва, Детская литература, 1985.
  - Ф. Кубка. Его звали Ечминек. Исторический роман (совместно с Т. Чеботаревой). Москва, Художественная литература, 1986.
  - В. Незвал. Пражский пешеход. Избранное 2-х томах. Москва, Художественная литература, 1988.
- Редактор-составитель сборников:
  - Станислав Нейгауз. Воспоминания, письма, материалы. Москва, Советский композитор, 1988.
  - Вацлав Гавел. Трудно сосредоточиться. Москва, Художественная литература, 1990.
  - В. Горностаева. Два часа после концерта. Сборник статей и материалов. Москва, Советский композитор, 1991.
  - В. Турбин. Незадолго до Водолея. Сборник статей. Москва, Радикс, 1994.

## Награды
- Лауреат литературной премии им. Бориса Полевого, дважды лауреат премии Союза журналистов России[3].
- В 2003 году признана газетой «Музыкальное обозрение» лучшим музыкальным критиком России.
- Знак «За достижения в культуре» министерства культуры РФ (1999).
- Медаль «За выдающийся вклад в развитие музыкального искусства» Международного союза музыкальных деятелей (2016).
- Золотая медаль Якова Брюса, российская общественная награда за вклад в исследование загадок Природы и Человека, в развитие науки и техники, издательского дела, просветительской и иной общественной деятельности на благо развития всего человечества. https://chudesamag.ru/bez-rubriki/sotrudniki-zhurnala-chudesa-i-priklyucheniya-poluchili-vyisokuyu-obshhestvennuyu-nagradu/